# Giro delle Fiandre femminile 2018
Il Giro delle Fiandre femminile 2018, quindicesima edizione della corsa e valevole come sesta prova dell'UCI Women's World Tour 2018 categoria 1.WWT, si svolse il 1º aprile 2018 su un percorso di 153,3 km, con partenza e arrivo a Oudenaarde, in Belgio. La vittoria fu appannaggio dell'olandese Anna van der Breggen, la quale completò il percorso in 4h08'46", alla media di 36,974 km/h, precedendo le connazionali Amy Pieters e Annemiek van Vleuten.
Sul traguardo di Oudenaarde 74 cicliste, su 143 partite dalla medesima località, portarono a termine la competizione.

## Squadre e corridori partecipanti
| N.      | Cod. | Squadra                        |
| ------- | ---- | ------------------------------ |
| 1-6     | SUN  | Team Sunweb                    |
| 11-16   | DLT  | Boels-Dolmans Cycling Team     |
| 21-26   | MTS  | Mitchelton-Scott               |
| 31-36   | CBT  | Cervélo-Bigla Pro Cycling Team |
| 41-46   | CSR  | Canyon-SRAM Racing             |
| 51-56   | WHT  | Wiggle-High5                   |
| 61-66   | WAD  | WaowDeals Pro Cycling Team     |
| 71-76   | ALE  | Alé-Cipollini                  |
| 81-86   | CPC  | Cylance Pro Cycling            |
| 91-96   | FDJ  | FDJ Nouvelle-Aquitaine         |
| 101-106 | BTC  | BTC City Ljubljana             |
| 111-116 | HPU  | Hitec Products-Birk Sport      |

| N.      | Cod. | Squadra                 |
| ------- | ---- | ----------------------- |
| 121-126 | ASA  | Astana Women's Team     |
| 131-136 | TVC  | Team Virtu Cycling      |
| 141-146 | VAL  | Valcar PBM              |
| 151-156 | LSL  | Lotto-Soudal Ladies     |
| 161-166 | BPK  | BePink                  |
| 171-176 | TIB  | Team Tibco-SVB          |
| 181-186 | DRP  | Trek-Drops              |
| 191-196 | VAI  | Aromitalia-Vaiano       |
| 201-206 | PHV  | Parkhotel Valkenburg    |
| 211-216 | MOV  | Movistar Team Women     |
| 221-226 | DVE  | Doltcini-Van Eyck Sport |
| 231-236 | EXP  | Experza-Footlogix       |

## Ordine d'arrivo (Top 10)
| Pos. | Corridore           | Squadra       | Tempo    |
| ---- | ------------------- | ------------- | -------- |
| 1    | A. van der Breggen  | Boels         | 4h08'46" |
| 2    | Amy Pieters         | Boels         | a 1'08"  |
| 3    | A. van Vleuten      | Mitchelton    | s.t.     |
| 4    | Ashleigh Moolman    | Cervélo-Bigla | s.t.     |
| 5    | Chantal Blaak       | Boels         | s.t.     |
| 6    | Małgorzata Jasińska | Movistar      | s.t.     |
| 7    | Ellen van Dijk      | Sunweb        | s.t.     |
| 8    | Lisa Brennauer      | Wiggle        | s.t.     |
| 9    | K. Niewiadoma       | Canyon        | s.t.     |
| 10   | Megan Guarnier      | Boels         | a 1'11"  |